# Novo Campus SANAA
O Novo Campus SANAA  (em italiano:  Nuovo Campus SANAA) é um complexo de edifícios no campus da Universidade Bocconi em Milão na Itália.

## História
O complexo, que constitui uma expansão do campus da Universidade Bocconi, foi projetado pelo escritório de arquitetura japonês SANAA. A inauguração ocorreu em 29 de novembro de 2019, na presença do Presidente da República Italiana, Sergio Mattarella.

## Descrição
O complexo inclui a nova sede da SDA Bocconi School of Management, um edifícios de moradia estudantil e um centro esportivo equipado com uma piscina olímpica.
Os edifícios são caracterizados por fachadas e volumes sinuosos, janelas de vidro no térreo e pátios internos, típicos da arquitetura milanesa, que os tornam acessíveis ao público. Pórticos cobertos conectam os diversos edifícios, proporcionando uma conexão abrigada através dos jardins que os separam.

## Galeria

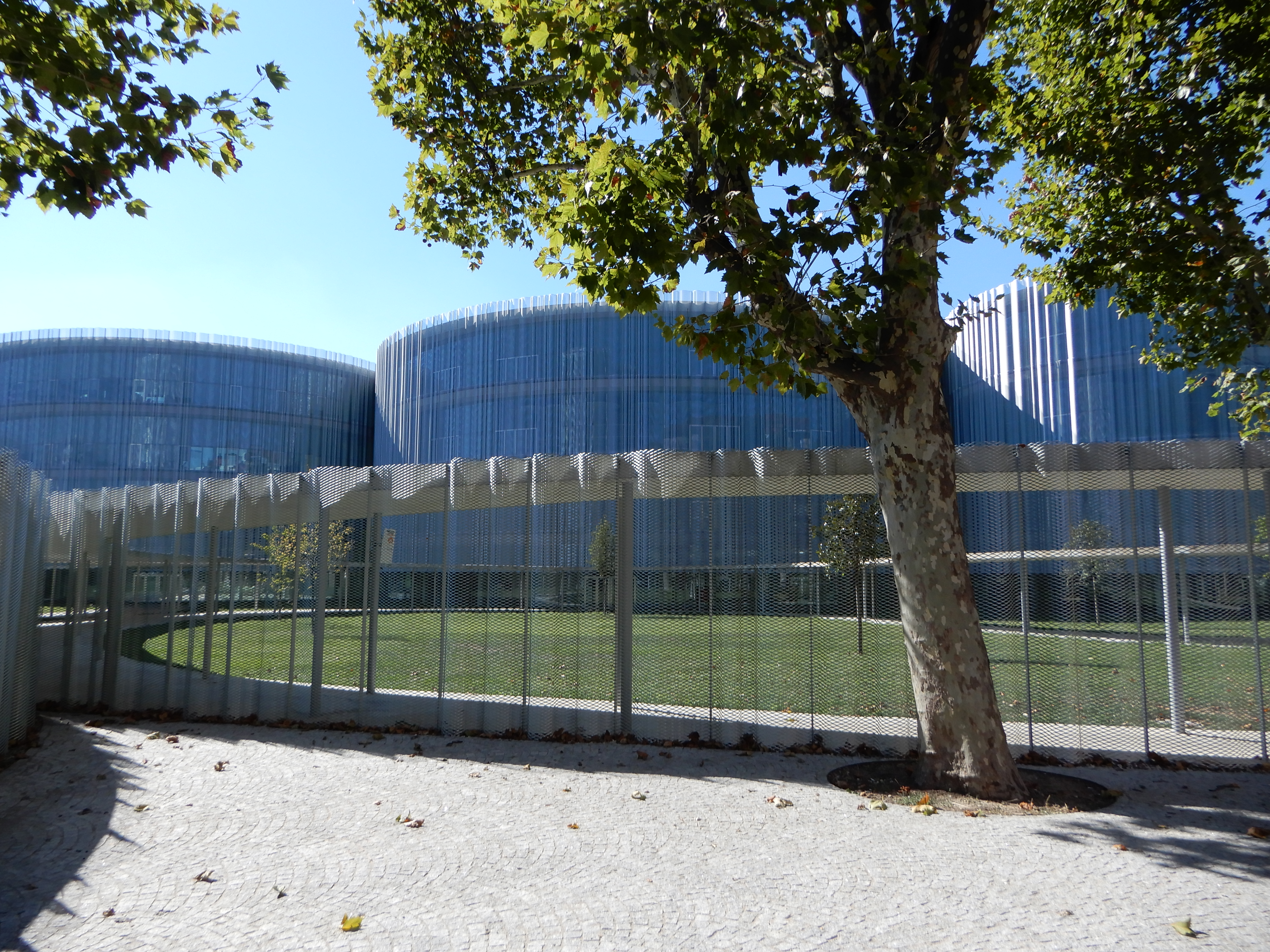
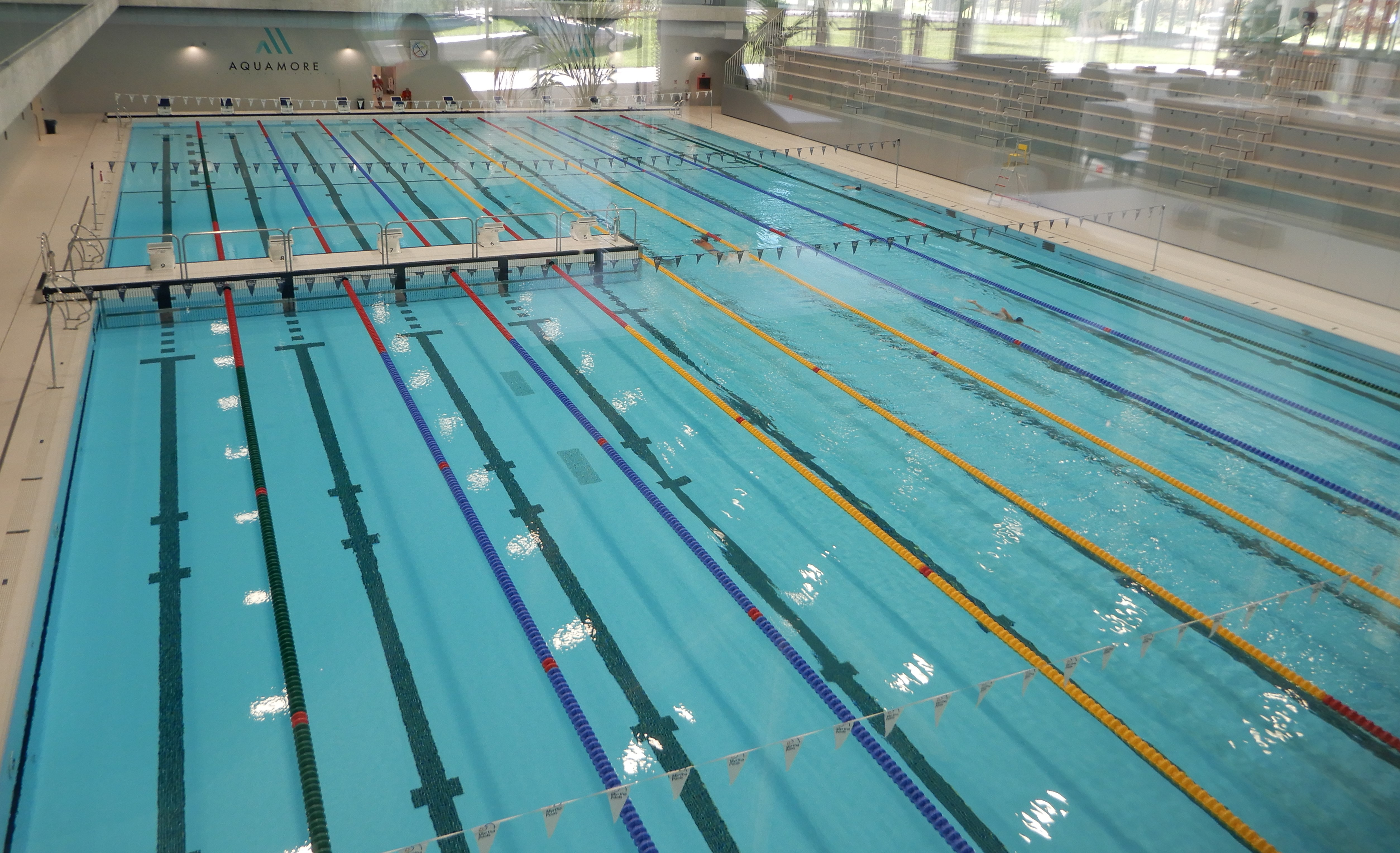